# گروه راهپیمایی باغ اسمرالدو
«گروه راهپیمایی باغ اسمرالدو» (انگلیسی: Smeraldo Garden Marching Band) ترانه‌ای از خوانندهٔ اهل کره جنوبی جیمین با حضور رپر اهل کره جنوبی لوکو است که در ۲۸ ژوئن ۲۰۲۴، از طریق بیگ هیت، به‌عنوان تک‌آهنگ اصلی از دومین آلبوم استودیویی جیمین میوز (۲۰۲۴) منتشر شد.